# Vražogrnci
Vražogrnci (en serbe cyrillique : Вражогрнци) est un village de Serbie situé dans la municipalité d'Aleksandrovac, district de Rasina. Au recensement de 2011, il comptait 269 habitants.

## Démographie
| 1948 | 1953 | 1961 | 1971 | 1981 | 1991 | 2002 | 2011 |
| ---- | ---- | ---- | ---- | ---- | ---- | ---- | ---- |
| 445  | 480  | 485  | 450  | 378  | 381  | 297  | 269  |

|  |